# Bazilisk (bizantinski cesar)
Bazilisk (latinsko Flavivs Basiliscvs Avgvstvs, grško starogrško Βασιλίσκος [Basilískos] je bil bizantinski cesar, ki je vladal od leta 475 do 476.  Na oblast je prišel po uporu,  v katerem so odstavili cesarja Zenona, * ni znano,  † 476.
Bil je brat cesarice Elije Verine, soproge cesarja Leona I. (vladal (457–474). Sorodstvo s cesarsko družino mu je omogočilo vojaško kariero,  ki se je po manjših začetnih uspehih končala leta 468, ko je vodil rimsko invazijo proti Vandalom v severni Afriki.  Invazija, ki je bila ena od največjih vojaških operacij v pozni antiki, se je končala s katastrofalnim porazom.
Na oblast je prišel leta 475 v zaroti cesarice Verine, ki je izkoristila nepriljubljenost cesarja Zenona. Zenon je pobegnil iz Konstantinopla. Bazilisk je med svojo kratko vladavino zaradi promoviranja miafizitizma, ki je bil v nasprotju z nicejsko veroizpovedjo, izgubil podporo Cerkve in prebivalcev Konstantinopla. Svoj položaj je poskušal zavarovati z imenovanjem zvestih privržencev na ključne državne položaje, s čimer se ni strinjalo mnogo pomembnih dvornih dostojanstvenikov in celo sestra Verina. Ko je Zenon poskušal ponovno priti na prestol, ni naletel na skoraj noben odpor. Vkorakal je v Konstantinopel ter ujel in ubil Baziliska  in njegovo družino.
Boj med Baziliskom in Zenonom je zmanjšal  sposobnost Vzhodnega rimskega cesarstva, da bi preprečilo padec Zahodnega Rimskega cesarstva v začetku septembra 476. Ko je poglavar Herulov Odoaker odstavil zahodnega cesarja Romula Avgusta in poslal v Konstantinopel cesarske insignije, je Zenon ravno ponovno zasedel cesarski prestol.  Razmere so ga prisilile k imenovanju Odoakerja za duxa Italije in Zahodno rimsko cesarstvo se je končalo.

## Poreklo in zgodnja kariera
Bazilisk je bil verjetno balkanskega porekla. Po nekaterih trditvah naj bi bil stric herulskega poglavarja Odoakerja. Trditev temelji na razlagi odlomka zapisa Ivana Antioškega (209.1), ki navaja, da sta bila Odoaker in Baziliskov nečak Armat brata. S trditvijo se ne strinjajo vsi zgodovinarji, ker vir ne pove ničesar o  Bazilisovem poreklu.  Znano je, da je bil poročen z Zenono, s katero je imel vsaj enega otroka. 
Njegova vojaška kariera se je začela pod Leonom I.. Cesar mu je kot svaku podelil naslov duxa in ga imenoval za vrhovnega poveljnika  v Trakiji, kjer je leta 463 vodil uspešno vojaško akcijo proti Bolgarom. Leta 464 je nasledil Rusticija na položaju magistra militum per Thracias in leta 466 ali 467 dosegel več uspehov v bojih proti Gotom in Hunom.
Baziliskov ugled pri Leonu I. je zaradi vojaških uspehov zrasel. Z Verininim posredovanjem mu je cesar  leta 465 podelil konzulstvo. Za zasluge, da se je bizantinski dvor otresel germanskega vpliva, je leta 471/472, morda tudi prej (468), dosegel položaj patricija. Njegov vzpon je kljub temu kmalu doživel resen preobrat.

## Katastrofalna ekspedicija proti Vandalom
Leon I. je leta 468 izbral Baziliska za poveljnika slavne vojaške ekspedicije proti Vandalom v Kartagini. Napad je bil eden od največjih   vojaških podvigov v pisani zgodovini, v katerem je sodelovalo več kot tisoč ladij  in sto tisoč vojakov. Cilj operacije je bil kaznovati vandalskega kralja Gizerika za opustošenje Rima leta 455. Cesarico Licinijo Evdoksijo, vdovo po cesarju Valentinijanu III., in njene hčerke  so takrat Vandali vzeli za talke.
Načrt za napad so naredili vzhodni cesar Leon I., zahodni cesar Antemij in general Marcelin, ki je užival neodvisnost v Iliriku. Bazilisk je dobil ukaz, naj odpluje naravnost v Kartagino, Marcelin pa naj bi medtem napadel in zavzel Sardinijo. Tretja armada pod poveljstvom Heraklija Edeškega naj bi pristala ob libijski obali vzhodno od Kartagine. Zgleda, da so se kopenske vojske družile na Siciliji, ladjevja pa so izplula vsako zase.
Antični in sodobni zgodovinarji različno ocenjujejo število ladij in vojakov pod Baziliskovim poveljstvom in stroške ekspedicije. Oboji so bili ogromni. Nikifor Grigora govori o sto tisoč ladjah, bolj zanesljiv Georgij Kedren pa trdi, da je Kartagino napadlo tisoč sto trinajst ladij s po sto možmi na krovu. Najbolj konzervativna ocena  stroškov ekspedicije je 64.000 funtov zlata, kar je presegalo celoletne dohodke cesarstva. 
Ko se je Bazilisk zasidral pred Promontorium Mercurii, sedanjem Cap Bonu, kakšnih šestdeset kilomertov vzhodno od Kartagine, sta Marcelin in Heraklij že osvojila Sardinijo oziroma Libijo. Gejzerik je Baziliska zaprosil, naj mu da pet dni časa, da sestavi mirovne pogoje. V tem času je zbral svoje ladje in nepričakovano napadel rimsko ladjevje. Vandali so mnogo svojih ladij napolnili z vnetljivimi snovmi in jih ponoči pognali proti nezavarovanim in nič hudega slutečim rimskim ladjam. Rimski poveljniki so poskušali rešiti nekaj ladij, vendar so njihove manevre blokirale vandalske ladje.
Bazilisk je pobegnil iz bitke. Polovica rimskega ladjevja je zgorela, se potopila ali bila zajeta. Druga polovica je  sledila Bazilisku in pobegnila in ekspedicija je propadla. Heraklij se je skozi puščavo umaknil v Tripolitanijo, kjer je dve leti zadrževal svoj položaj, potem pa so ga odpoklicali. Marcelin se je umaknil na Sicilijo, kjer se je sestal z Baziliskom. Marcelina je nato eden od njegovih kapitanov umoril, verjetno na Ricimerjevo pobudo. Vandalski kralj je ob tem izrazil svoje presenečenje in hkrati zadovoljstvo, da so Rimljani sami odstranili njegovega najmočnejšega  nasprotnika.
Bazilisk se je po vrnitvi v Konstantinopel skril v baziliki  Hagija Sofija, da bi se izognil gnevu prebivalcev in maščevanju cesarja. Cesar mu je po Verininem posredovanju odpustil in ga kaznoval samo z izgonom v Heracleo Sintico v Trakiji.

## Vzpon na prestol
Leta  471 in 472 je Bazilisk pomagal Leonu I., da se je znebil germanskega vpliva na svojem dvoru, tako da mu je pomagal ubiti alansko-gotskega magistra militum Asparja. Asparjeva smrt je sprožila upor v Trakiji pod vodstvom tračanskega Ostrogota Teodorika Strabona. Cesar je poslal Baziliska, da zatre upor, kar mu je s pomočjo nečaka Armata nekako uspelo. Leta 474 je dobil položaj prvega med senatorji (caput senatus).
Po Leonovi smrti je po kratki vladavini sina Leona II. leta 474 na prestol prišel »barbarski Izavrijec«  Zenon, ki je bil hkrati Leonov zet. Njegovo barbarsko poreklo  je med prebivalci Konstantinopla povzročilo mržnjo. Poleg tega je germanski del bizantinske vojske pod Teodorikovim vodstvom sovražil izavrijske častnike, ki jih je pripeljal Zenon, da bi zmanjšali vpliv Ostrogotov. Nazadnje se mu je zaradi Baziliskove podkupnine odtujil tudi  izavrijski general  Il. Osrednja osebnost zarote je bila Verina, ki je spodbujala ljudski upor proti cesarju. Vstaja, katero  so podprli Teodorik, Il in Armat, je uspela in Verina je prepričala Zenona, naj odstopi.  Zenon je pobegnil v domovino in s seboj odpeljal cesarsko zakladnico in nekaj Izavrijcev iz Konstantinopla. 
Baziliska so ministri in Senat 9. januarja 475 razglasili za avgusta. Konstantinopelska drhal se je Zenonu maščevala s pobojem skoraj vseh Izavrijcev, ki so ostali v mestu.
Novemu cesarju je na začetku dobro kazalo. Bazilisk  je celo poskušal ustanoviti svojo dinastijo, tako da je svoji ženi Eliji Zenoni podelil naslov avguste, svojemu sinu Marku na naslov cezarja in nato avgusta, vendar je zaradi slabega vladanja kmalu izgubil večino svojih pristašev.

## Vladanje

### Korupcija in požar v Konstantinoplu
Najbolj pereč problem, s katerim se je soočil novi cesar, je bilo pomanjkanje sredstev zaradi  izpraznjene državne blagajne. Bazilisk je bil prisiljen zelo povečati davke in ponovno uvesti nekoč ustaljene licitacije državnih položajev. Oboje je povzročilo splošno nezadovoljstvo.  S pomočjo prefekta Epinika je izsiljeval denar tudi od Cerkve.
Kmalu po prihodu na prestol je v Konstantinoplu izbruhnil velik požar, v katerem je pogorela tudi velika knjižnica s 120.000 zvezki, ki jo je zgradil cesar Julijan. Meščani so v požaru videli slabo znamenje za Baziliskovo vladavino.

### Napetosti med sodelavci
Basilisk se je zanašal na podporo nekaterih pomembnih dvornih osebnosti, vendar jo je kmalu večinoma izgubil. Najprej mu jo je zaradi usmrtitve magistra officiorum Patricija odrekla sestra  Verina.  Patricij je bil Verinin ljubimec, katerega je nameravala dvigniti na cesarski položaj in se z njim poročiti. Upor proti Zenonu je bil v resnici organiziran v njegovo in ne v Baziliskovo  korist, vendar je Bazilij po Zenonovem pobegu sestro izigral  in dosegel, da je Senat za cesarja izbral njega in ne Patricija.  Patricij je bil kot častnik  naravni kandidat za novega cesarja, zato je ukazal njegovo  usmrtitev.
Zapustil ga je tudi Teodorik Strabon, ki ga je podprl v zaroti proti Zenonu. Glavni razlog za spor je bilo imenovanje Baziliskovega nečaka in domnevnega ljubimca Baziliskove žene Armata na položaj  magistra militum, ki ga je zasedal Strabon. Nazadnje ga je zaradi pristanka na poboje Izavrijcev in negotovosti zapustil tudi general Il.

### Verski spori
V tem času so krščansko vero pretresala nasprotja med miafiziti in kalcedonci. Slednji so trdili,  da je imel  Kristus človeško in božjo naravo, medtem ko so miafiziti trdili, da sta obe naravi združeni v eno. Na Kalcedonskem koncilu, ki ga je leta 451 sklical cesar Marcijan,  so s podporo rimskega papeža in mnogih škofov z vzhoda miafizite izključili iz Cerkve. Miafizitska patriarha Timoteja Aleksandrijskega in Petra Antioškega so odstavili, vendar je ostal položaj miafitzitov kljub temu še vedno dokaj trden.
Bazilisk je od začetka vladanja podpiral miafizite.  Zaharija Sholastik omenja, da se je skupina egiptovskih miafizitskih menihov, ko je izvedela za smrt Leona I., odšla iz Aleksandrije v Konstantinopel, da bi se pri Zenonu zavzela za Timoteja. Ob prihodu v prestolnico so namesto nanj naleteli na novoizvoljenega Baziliska.  Brat enega od menihov je bil magister officiorum in Bazilijev zdravnik Teoktist, zato je bila delegacija takoj sprejeta pri cesarju. S pomočjo cesarice in Teoktista je uspela prepričati Baziliska, da iz izgnanstva odpokliče odstavljena miafizitska patriarha.
Bazilisk je Timoteju in Petru vrnil njuna položaja  in 9. aprila 475 z okrožnico (Enkyklikon) pozval škofe, naj kot veljavne  sprejmejo samo prve tri cerkvene zbore,  Kalcedonskega pa naj zavrnejo. Vsi škofje bi morali njegov odlok popisati.  Večina vzhodnih škofov je to tudi storila, konstantinopelski patriarh Akacij pa ga je s podporo meščanov zavrnil. Svoje zaničevanje Baziliska je pokazal z zastiranjem ikon v Hagiji Sofiji s črnimi pregrinjali.

## Padec in smrt
Bazilisk je kmalu po prevzemu oblasti poslal generala Ila in njegovega brata Trokunda proti Zenonu, ki je pobegnil domov  v Sirijo in nadaljeval življenje kot izavrijski poglavar. Generala sta na poti prejela pismi enega od vodilnih ministrov s pozivom, naj omogočita Zenonovo vrnitev, ker mu dajejo prebivalci prednost pred miafizistskim  Baziliskom. Cesarjevo nepriljubljenost je še povečala grabežljivost njegovih ministrov.
Il je med vojaškimi operacijami v Izavriji ujel Zenonovega brata Longina in ga zaprl v eno od izavrijskih trdnjav.  Zaradi mišljenja, da bo imel po Zenonovi vrnitvi na prestol velik vpliv nanj, je zamenjal strani in se spomladi 476 z Zenonom odpravil na pohod proti Konstantinoplu.  Ko je Bazilisk izvedel za pretečo nevarnost, je na hitro sklical cerkveni zbor, na katerem bi se pobotal s patriarhom in meščani, vendar je bil prepozen.  
V Malo Azijo je poslal magistra militum Armata z nalogo, da ustavi napredovanje izavrijske vojske. Zenon je Armatu skrivoma obljubil doživljenjski položaj  magistra militum, njegovemu sinu pa položaj cezarja, s čimer je dosegel njegovo izdajo. Armat se je izognil poti, po kateri je napredoval Zenon, in s tem zapečatil Baziliskovo usodo.
Avgusta 476 je začel Zenon  oblegati Konstantinopel. Senat je odprl mestna vrata  in dovolil Bazilisku, da odstopi. Cesar je pobegnil v cerkev, potem pa se je zaradi Akacijeve izdaje in Zenonove obljube, da ne bo prelival njihove krvi, z družino vred vdal. Baziliska, ženo Elijo Zenono in sina Marka so poslali v trdnjavo v Kapadokijo, kjer so jih zaprli v rezervoar brez vode  in pustili umreti.  
Bazilisk je vladal samo dvajset mesecev. V primarnih virih je opisan kot uspešen general, ki je počasi dojemal in se prehitro odločal.

### Primarni viri
- Evagrius Scholasticus. Historia Ecclesiae, iii. 4–8.
- Georgij Kedren (1647). Compendium Historiarum ab Orbe Condita ad Isaacum Comnenum (1057). Goar and Fabrot ed., Pariz, str. 349–350.
- Prokopij. Bellum Vandalicum, i.6–8.
- Zaharija Sholastik. Syriac Chronicle, v.1.

### Sekundarni viri
- Boardman, John (1982). The Cambridge Ancient History. Cambridge University Press. str.  49. ISBN 0-521-32591-9.
- Bury, John Bagnall (1958) [1923]. XII.1 The Usurpation of Basiliscus (A.D. 475‑476). History of the Later Roman Empire. Dover Books. str.  389–395. Pridobljeno 23. avgusta 2006.
- Elton, Hugh (10. junij 1998). Flavius Basiliscus (AD 475–476). De Imperatoribus Romanis.  Pridobljeno 23. avgusta 2006.
- Friell, Gerard; Stephen Williams (december 1998). The Rome That Did Not Fall. Routledge. str. 184–186. ISBN 0-415-15403-0.
- Krautschick, Stephen (1986). Zwei Aspekte des Jahres 476. Historia 35: 344–371.
- Macgeorge, Penny (2003). Late Roman Warlords. Oxford University Press. str. 284–285. ISBN 0-19-925244-0.
- Martindale, J.R. (1980). The Prosopography of the Later Roman Empire. Cambridge University Press. str. 212–214. ISBN 0-521-20159-4.
- Pope St. Simplicius. Catholic Encyclopedia. 1917. Pridobljeno 23. avgusta 2006.
- Samuel, Vilakuvel Cherian (2001). The Council of Chalcedon Re-Examined. Xlibris Corporation. str. 134–139. ISBN 1-4010-1644-8.
- Smith, William (1870). Dictionary of Greek and Roman Biography and Mythology. Boston: C. Little and J. Brown. str.  466. Pridobljeno 23. avgusta 2006.